# Fernando De Lucia
Pour les articles homonymes, voir Lucia.
Fernando De Lucia est un ténor italien, né à Naples le 11 octobre 1860 et mort à Naples le 21 février 1925.

## Biographie
Après une formation musicale de contrebassiste puis au Conservatoire San Pietro a Majella à Naples auprès de Vincenzo Lombardi (it) et de Beniamino Carelli, Fernando De Lucia débute dans Faust au San Carlo en 1885.
En 1891, il est de la création de L'Amico Fritz à Rome, au Teatro Constanzi, avec Emma Calvé. En 1892, c'est la création de I Rantzau de Mascagni, à Florence, avec Mattia Battistini.
Il avait chanté en 1887 pour la première fois à Londres au Drury Lane sans connaître le triomphe qu'il obtiendra au Covent Garden cinq ans plus tard, en 1892, où il tiendra pour la première fois les rôles de Fritz (L'Amico Fritz), de Canio (I Pagliacci) avec Nellie Melba, de Cavaradossi (Tosca) et de Turiddu (Cavalleria rusticana), opéra créé en 1892 avec Emma Calvé. Il chantera régulièrement dans ce théâtre jusqu'en 1896 et il y reviendra en 1900. Il réalise tôt dans sa carrière une première tournée en Amérique du Sud avec la compagnie Ciacchi-Rainieri.
À la saison de 1893/94, il est invité au MET. Il y chante les rôles de Fritz et de Canio qui ont fait sa réputation. Il s'essaiera aussi aux rôles de Don José (Carmen), du Duc de Mantoue (Rigoletto) et d'Ottavio (Don Giovanni) mais il en essuiera de sévères critiques.
À la fin de 1895, il est à La Scala de Milan où il participe à la création de Silvano et chante notamment dans Tosca et La Bohème.
En 1898, au Teatro Constanzi de Rome, il est, dans le rôle d''Osaka, avec Haricléa Darclée, de la création de l'opéra Iris, de son compositeur de prédilection, Mascagni.
Il fera sa dernière saison londonienne en 1905. En 1916, c'est sa dernière prestation milanaise avec le rôle de Rodolpho de La Bohème et, l'année suivante, il fait ses adieux à la scène au Teatro San Carlo, le théâtre qui lui ouvrit sa carrière. Il passera ses dernières années à enseigner au Conservatoire de sa ville natale et ne paraîtra plus en public que pour les funérailles de Caruso, à Naples en 1921.
Il est connu en France pour avoir eu comme élèves Mario Podesta qui fit travailler Mado Robin, et surtout Georges Thill que Podesta engagea à se former auprès du maître. Thill doit à De Lucia une bonne part de son talent mais l'illustre professeur n'aura pas le temps de voir triompher son prodigieux élève car il meurt précocement à l'âge de 65 ans. Ses funérailles, à Naples, sont suivies par plusieurs milliers de personnes.
D'une voix courte et peu puissante, qui l'écarta des grands rôles verdiens, il compensa par une technique éprouvée du bel canto et un sens dramatique aigu qui lui permirent de briller dans les rôles belcantistes et véristes. Les libertés qu'il prenait avec les partitions, dans une tradition belcantiste en voie de disparition, lui ont causé certaines conflits avec les compositeurs et les chefs d'orchestre, dont Mascagni et Toscanini.